# Çaygeçit, Kadirli
Çaygeçit là một xã thuộc huyện Kadirli, tỉnh Osmaniye, Thổ Nhĩ Kỳ. Dân số thời điểm năm 2010 là 381 người.